# Ленинград (кинотеатр, Москва)
«Ленингра́д» — однозальный широкоэкранный кинотеатр в районе Сокол Северного административного округа Москве. Находится на Новопесчаной улице, д. 12 на территории Мемориально-паркового комплекса героев Первой мировой войны. Построен в 1959 году по индивидуальному проекту повторного применения. С 2011 года кинотеатр закрыт.

## История

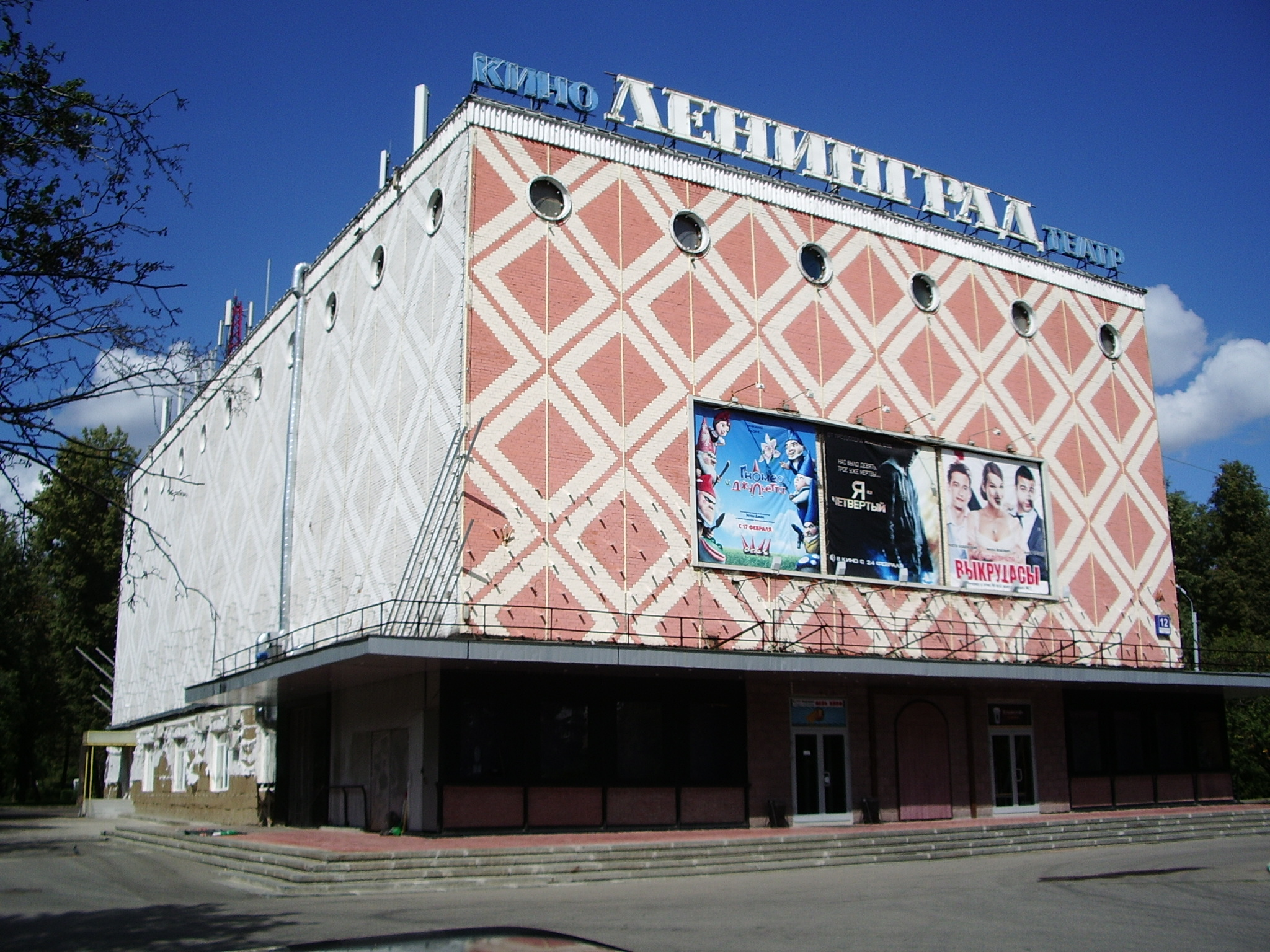
Кинотеатр в 2011 году вскоре после закрытия.
Видно начало работ по утеплению фасада.

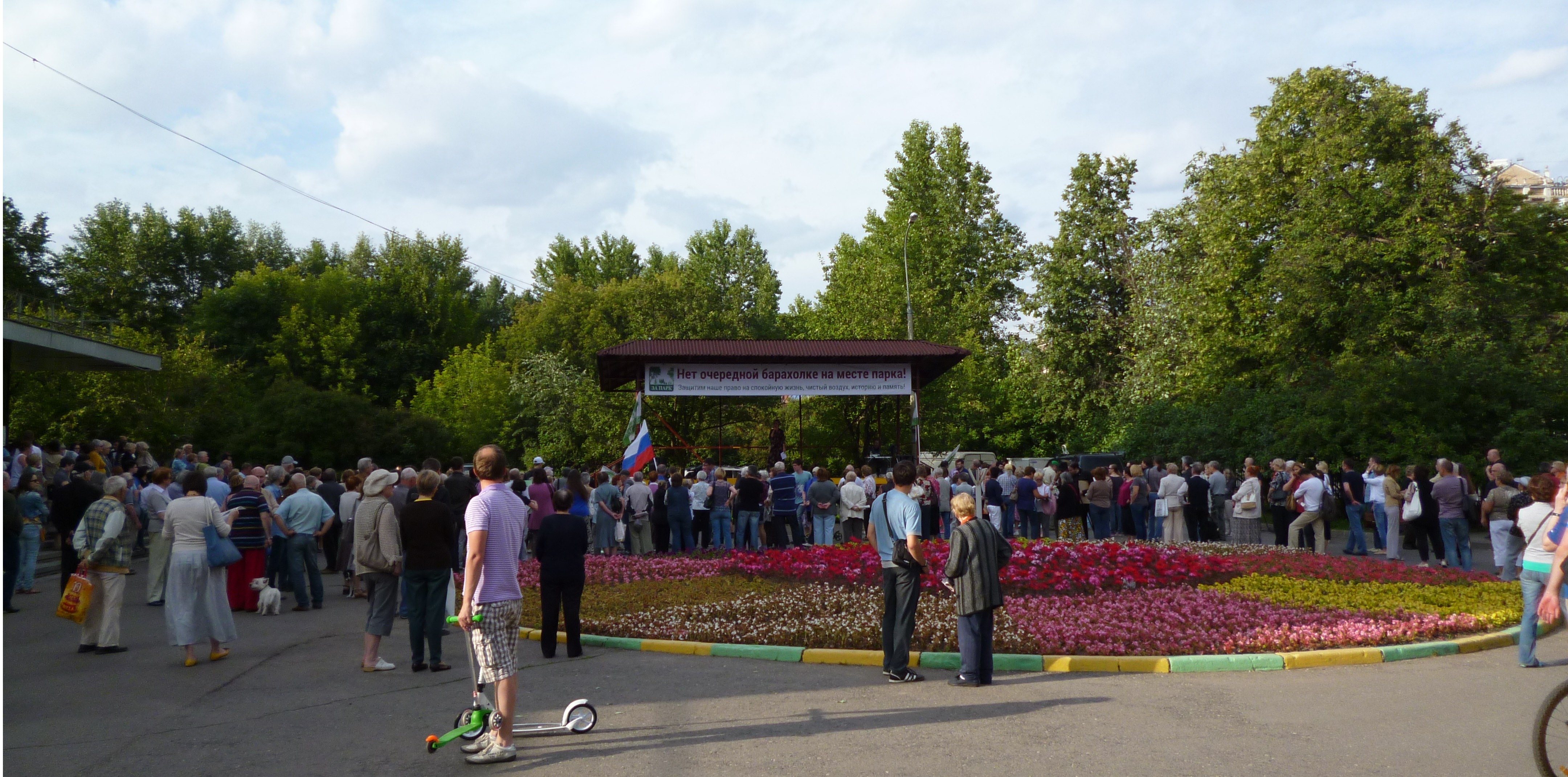
Митинг 30 июня 2014 года против сноса кинотеатра и строительства на его месте торгово-развлекательного центра.

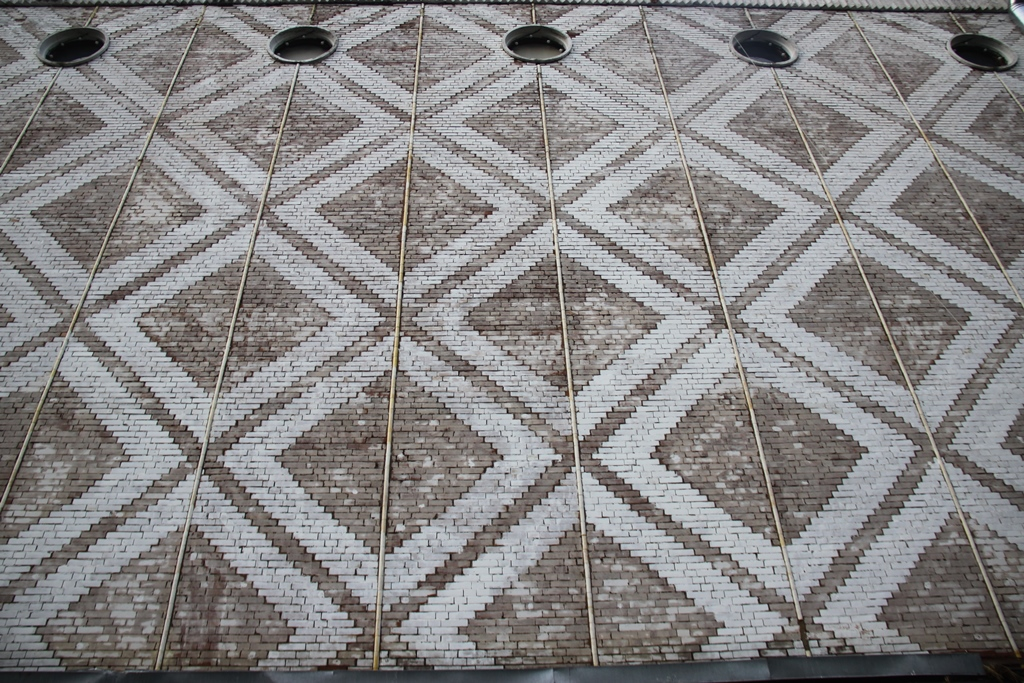
Фрагмент фасада

Кинотеатр «Ленинград» расположился на территории бывшего Московского городского Братского кладбища героев Первой мировой войны, превращённого в парк в 1932 году. При рытье котлована под кинотеатр были извлечены останки солдат. Согласно распространённой легенде, кинотеатр был построен на месте снесённого храма Спаса Преображения на Братском кладбище, однако это не соответствует действительности. Храм располагался примерно в 240 метрах восточнее в середине нечётной стороны улицы Луиджи Лонго.
Кинотеатр строился в том числе на средства, вырученные от продажи билетов денежно-вещевой лотереи Министерства финансов РСФСР. Работы осуществлял трест «Мосстрой» № 14, при этом сроки окончания строительства неоднократно срывались. Кинотеатр был открыт 13 января 1959 года показом фильма «Кочубей». «Ленинград» стал вторым из трёх кинотеатров в Москве, построенных по проекту архитекторов Е. И. Гильмана, Ф. А. Новикова, И. А. Покровского и инженера М. Б. Кривицкого. Первым был кинотеатр «Прогресс» на Ломоносовском проспекте (ныне Прогресс Сцена Армена Джигарханяна), а третьим — кинотеатр «Рассвет» на улице Зои и Александра Космодемьянских (снесён в 2018 году).
«Ленинград» был одним из первых кинотеатров Москвы, построенных в современной для того времени форме «коробки», а также восьмым по счёту широкоэкранным кинотеатром столицы. Облицовка здания красным и белым кирпичом образует сетчатый рисунок, напоминающий орнамент Дворца дожей в Венеции. Над входом находится большая ниша, предназначенная для размещения афиш кинофильмов. Стеклянная «обрезка» в нижней части здания придаёт ему лёгкость и создаёт ощущение, что основной объём висит над пустотой. В верхней части стен — круглые окна-люкарны.
Изначально в кинотеатре было более 1000 мест, когда показывали обычные фильмы, и около 900, когда демонстрировали широкоэкранные. Экран кинотеатра имел ширину 18 м и высоту 7 м. Было установлено три современных советских кинопроекционных аппарата, которые позволяли показывать как обычные, так и широкоэкранные фильмы. В кинотеатре также имелись удобный вестибюль, большое фойе, читальня и буфет.
«Ленинград» неоднократно подтверждал звание «Кинотеатр отличного обслуживания». В связи с названием кинотеатра в честь города Ленинграда в нём проводились премьеры фильмов, творческие отчёты и тематические показы, связанные с киностудией «Ленфильм». В фойе кинотеатра размещалась постоянная выставка, посвящённая киностудии.
В 1960-х годах в кинотеатре действовал киноклуб «Проника», название которого расшифровывалось как «Природа, Общество, Наука и Искусство в короткометражном Кино». Ежедневно в 19:50 проводились заседания киноклуба. В то же время в «Ленинграде» шёл «удлинённый» киносеанс, когда перед «основным» художественным фильмом зрителю предлагались две короткометражки, например, научно-популярного жанра. Программа киноклуба вывешивалась заранее рядом с киноафишами. В 1980-х годах в кинотеатре действовало 9 киноклубов и кинолекториев, среди которых «Клуб автолюбителей Ленинградского района» (киношкола автолюбителей), кинолекторий «В мире кино» и киноклуб «Будущий воин».
В начале 1990-х каждую неделю в ночь с пятницы на субботу проводились бои клуба любителей контактного карате «Банзай». В 1990-х — 2000-х годах в кинотеатре действовала популярная дискотека.
К началу XXI века кинотеатр имел статус заявленного объекта культурного наследия, а в 2013 году получил статус ценного градоформирующего объекта. В единственном зрительном зале было 476 мест.

### Закрытие и проекты реконструкции
В марте 2011 года кинотеатр был закрыт на ремонт и более не открывался. Начались работы по утеплению фасада, были вбиты алюминиевые балки для утеплителя, однако после вмешательства «Архнадзора» работы были приостановлены.
В 2013 году кинотеатр был продан Москвой компании «Люксор Интертеймент» за 200 млн руб. Тогда же появились планы реконструкция кинотеатра под культурно-просветительские цели в связи с его убыточностью. При этом планировалось увеличить площадь здания с 2625 м² до 5600 м² и устроить парковку. Многие местные жители и градозащитники выступили против реконструкции, поскольку это могло нарушить историческую аутентичность района. Кроме того, кинотеатр расположен на территории бывшего Братского кладбища, имеющей статус объекта культурного наследия регионального значения, а строительство торгового центра бо́льшей площади неизбежно привело бы к вскрытию захоронений. 30 июня 2014 года проводился митинг против сноса кинотеатра и строительства на его месте торгово-развлекательного центра. Звучали предложения перепрофилировать кинотеатр в музей Первой мировой войны. Против сноса кинотеатра было собрано около 7 тысяч подписей. В августе 2014 года, когда отмечалось 100-летие начала Первой Мировой войны, московские власти отозвали проект строительства ТРЦ на месте кинотеатра «Ленинград». Москомархитектура поручила департаменту городского имущества Москвы «подготовить предложения по разработке альтернативной схемы решения вопроса». Весной 2017 года кинотеатр лишился неоновой вывески на фасаде.
По данным на 2020 год, кинотеатр принадлежит АО «РЭМ». Компания планировала к августу 2021 года реконструировать здание, открыв в нём «культурно-досуговый центр с сохранением функции кинопоказа».
9 марта 2021 года в кинотеатре произошёл пожар. Было обнаружено два очага возгорания: в подвале и на третьем этаже. Следователи не исключали версию поджога.
Летом 2024 года перед выборами в Московскую городскую думу кандидат от партии Единая Россия Дарья Борисова вела сбор подписей за реконструкцию кинотеатра «Ленинград» и превращению его в музей Первой мировой войны.